# بيني اندروز
بيني اندروز (بالإنجليزية: Benny Andrews)‏ هو فنان تشكيلي ورسام أمريكي، ولد في 13 نوفمبر 1930 في Plainview, Georgia ‏ في الولايات المتحدة، وتوفي في 10 نوفمبر 2006 في نيويورك في الولايات المتحدة بسبب سرطان.

## وصلات خارجية
- الموقع الرسمي